# الشونه الجنوبیه
الشونه الجنوبیه (به عربی: الشونة الجنوبیة) یک منطقهٔ مسکونی در اردن است.